# Clematis linearifoliola
Clematis linearifoliola är en ranunkelväxtart som beskrevs av Wen Tsai Wang. Clematis linearifoliola ingår i släktet klematisar, och familjen ranunkelväxter. Inga underarter finns listade i Catalogue of Life.